# Rue Olivier-Messiaen
La rue Olivier-Messiaen est une voie du 13e arrondissement de Paris, en France.

## Situation et accès
La rue Olivier-Messiaen est une voie privée située dans le 13e arrondissement de Paris. Elle débute au 26, rue Thomas-Mann et se termine au 29, rue Neuve-Tolbiac.

## Origine du nom

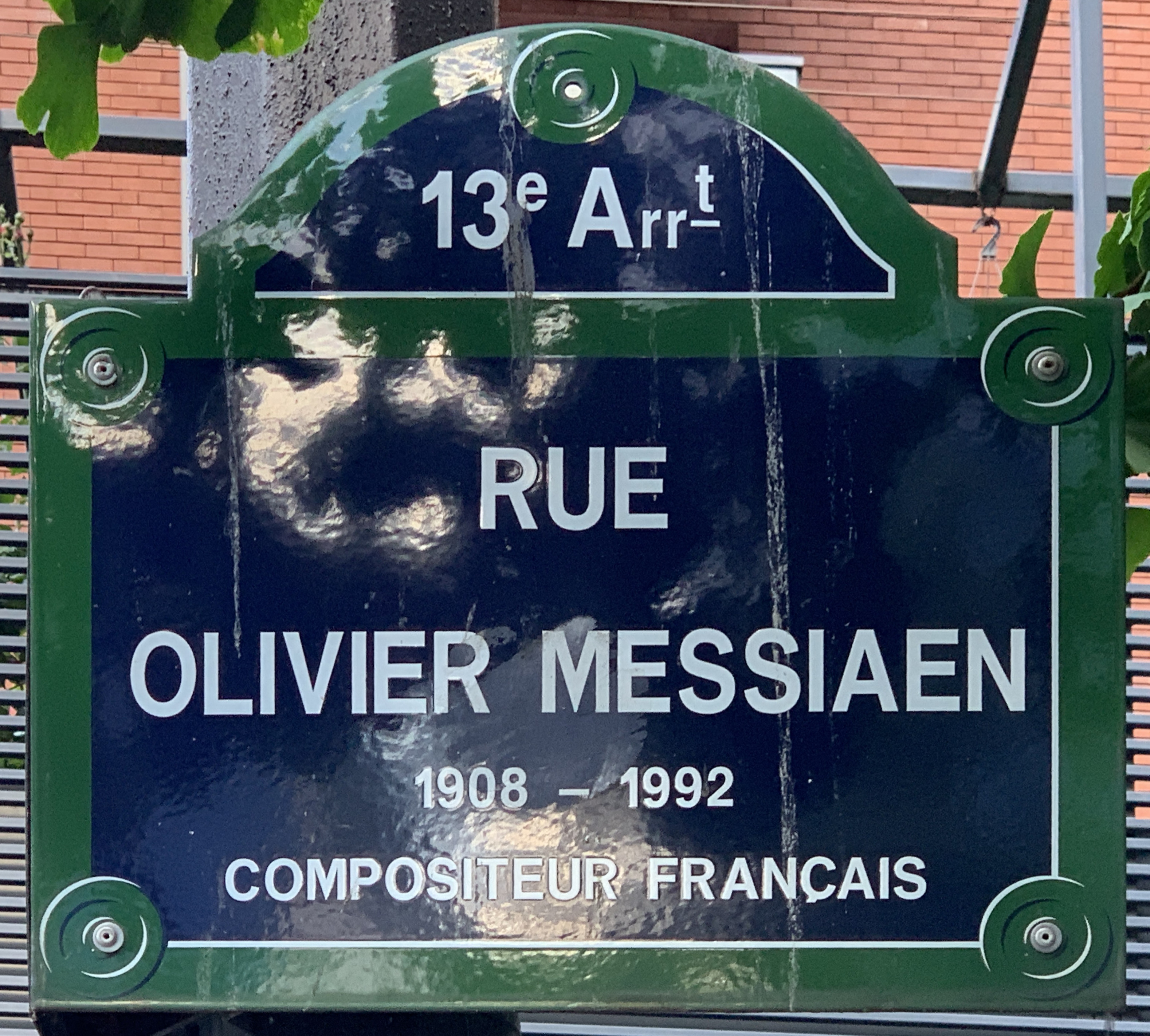
Plaque de la rue.

Elle porte le nom du compositeur Olivier Messiaen (1908-1992).

## Historique
Cette voie privée est créée sur des terrains appartenant à la SNCF dans le cadre de l'aménagement de la ZAC Paris-Rive-Gauche, sous le nom provisoire de « voie CU/13 » et prend sa dénomination actuelle le 16 juillet 1997.
Par arrêté municipal en date du 24 juillet 2006, elle est ouverte à la circulation publique.